# 青田買い
青田買い（あおたがい）とは、農業においては、その年の稲の収穫前に収穫量を見越した上で先買いすること。本来は先物取引の一種である。
このことから転じて、企業が新入社員の採用を行う場合に早い段階から学生に対して内定を出す、不動産において新築未完成の建物を購入するなど、「現状ではなく将来性に期待して対象を押さえておく」という意味で用いられることがある。
前者については、高度成長期にさしかかった1962年（昭和37年）頃には、優秀な学生は大学3年生のうちに就職先が決めるなど問題が深刻化。日本経済団体連合会が人材確保が難しいとして採用試験期日の申し合わせを中止する事態に発展した歴史がある。

## 青田刈りとの違い
似たような言葉に「青田刈り」が存在しており、青田買いと混同されていることがあるが意味は異なっている。
青田刈りの元々の意味は、敵方に兵糧を調達させないために、青い穂が実っている収穫前の田から穂を先に刈り取るという戦国時代の戦術である。これを企業の採用活動に当てはめてみれば、青田買いならば優秀な人材を早いうちから採用するのに対して、青田刈りならば人材の優劣を問わず早いうちから採用することになる。